# Dom von Civita Castellana

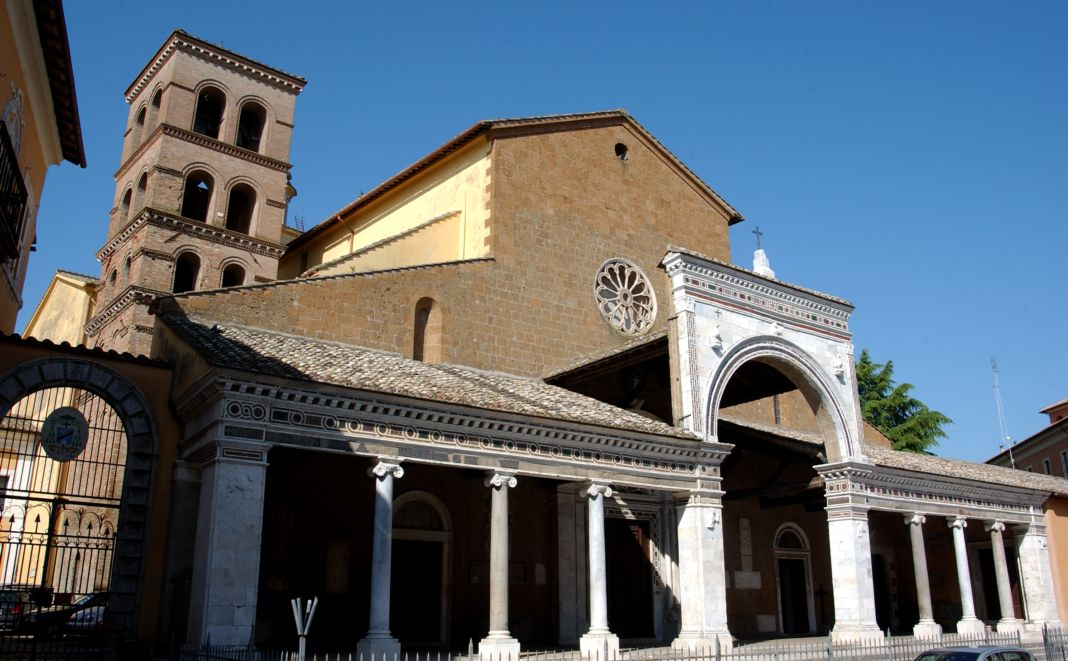
Fassade der Kathedrale

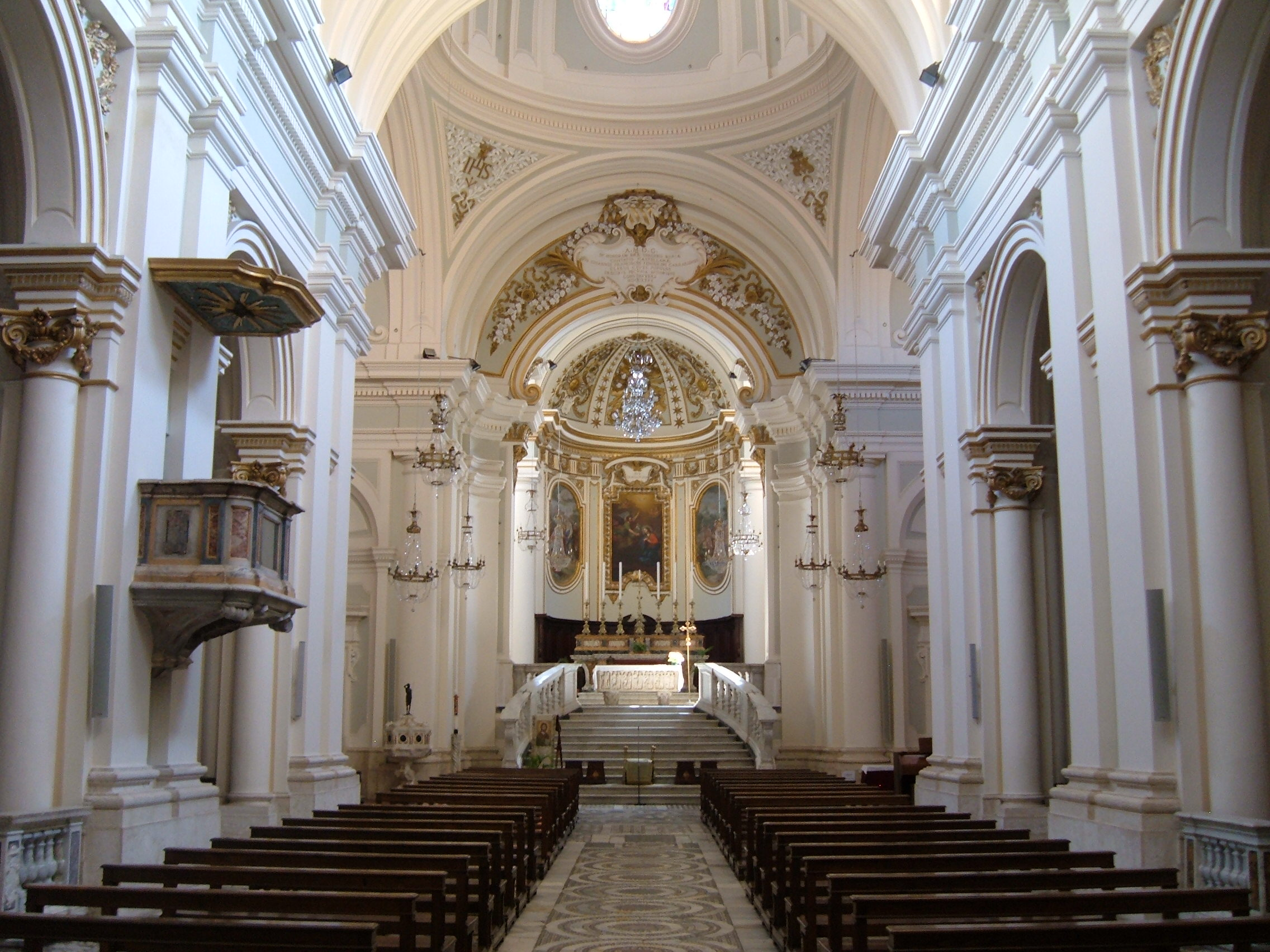
Innenraum der Kathedrale

Der Dom von Civita Castellana (italienisch Duomo di Civita Castellana) oder die Kathedrale Santa Maria Maggiore (italienisch Cattedrale di Santa Maria Maggiore) ist eine Kathedrale im mittelitalienischen Civita Castellana. Die Marienkirche ist der Bischofssitz des Bistums Civita Castellana mit dem Titel einer Basilica minor.

## Geschichte
Die erste Kirche Santa Maria wurde im 9.–10. Jahrhundert am Ort eines heidnischen Tempels unter Verwendung einer Krypta aus dem 7. und 8. Jahrhundert errichtet. Seit 990 Kathedrale wurde sie im späten 12. Jahrhundert mit dem Zusatznamen Maggiore wieder aufgebaut, wahrscheinlich am Ende der Konflikte zwischen den Stadtbehörden und Papst Innozenz III. Um 1180 begannen die Arbeiten in der Krypta, von denen auch das Presbyterium betroffen war. Als Zwischenlösung wurde für die Messfeiern ein kleines Oratorium errichtet, dass heute dem Heiligen Herzen Mariens gewidmet ist und an der Südseite der Kirche steht. Die Kathedrale wurde als romanische Basilika mit drei Apsidenschiffen errichtet und 1210 mit dem Portal abgeschlossen. Der Altarbereich liegt durch die Krypta sehr hoch. Portikus, Böden und Innenausstattung wurden durch Kosmaten unter anderem mit Mosaiken gestaltet. Der Bau des Glockenturms stammt aus dem 13. Jahrhundert.
Das mittelalterliche Gebäude wurde im Laufe der Jahrzehnte umgestaltet. Zwischen 1736 und 1740 wurde der Dom nach den Vorstellungen des Bischofs Giovanni Francesco Maria Tenderini (1718–1739) radikal in ein Barockbauwerk verändert. Die Kirche wurde von Gaetano Fabrizi einschiffig umgebaut, die Seitenschiffe wurden zu sechs verbundenen Kapellen umgestaltet, weiter die seitlichen Apsiden zu Andachtskapellen. Die Fachwerkdecke wurde durch ein Tonnengewölbe ersetzt und ein Tiburio über der Vierung errichtet.
Eine Gedenktafel an der Außenseite des Gebäudes erinnert an den Aufenthalt von Wolfgang Amadeus Mozart in Civita Castellana am 17. Juli 1770, als er auch die Sonntagsmesse spielte. In den 1970er Jahren wurden die Umfassungs- und Außenstrukturen der Kathedrale unter Beachtung der ursprünglichen Gestaltung wiederhergestellt und verstärkt.

## Ausstattung
Im Chor befindet sich eines der wertvollsten Kunstwerke der Kirche, der Hochaltar. Er besteht aus einem römisch-paläochristischen Sarkophag aus dem 4. Jahrhundert mit sieben Nischen, die mit biblischen Episoden verziert sind. Am Ende des Presbyteriums, über dem hölzernen Chorgestühl, befindet sich eine Leinwand von Pietro Nelli (Verkündigung), an den Seiten befinden sich zwei Fresken der Auferstehung des Johannes und des Martyriums der Heiligen. In den Armen des Querhauses stehen zwei monumentale Barockaltäre: Der rechte ist der Madonna des Lichts gewidmet und enthält ein Fresko aus dem 11. Jahrhundert; der linke Altar ist der Madonna des Rosenkranzes gewidmet und besitzt ein Leinwandgemälde aus dem 16. Jahrhundert, das von 15 Tafeln umgeben ist.
Das Oratorium des Herzen Mariens ist mit mehreren Fresken aus dem 12. Jahrhundert ausgestaltet, die eine Madonna mit Heiligen, einem Engel und anderen Heiligen darstellen. Im vorderen Teil steht ein Sarkophag aus dem frühen Mittelalter (9. Jahrhundert) mit Darstellungen von Jagdszenen. Unter dem Presbyterium befindet sich die Krypta mit Kreuzgewölben aus dem 12. Jahrhundert, die jedoch später erneuert wurde. Sie beherbergt zwei Marmor-Ziborien aus der Renaissance, die ursprünglich im Presbyterium errichtet wurden und während der Renovierungsarbeiten aus dem 18. Jahrhundert hier installiert wurden.